# Нуттунен Марія Андріївна
Марія Андріївна Нуттунен (1911-1965) — бригадир племінного молочного радгоспу «Торосово» Міністерства радгоспів СРСР, Ленінградська область. Герой Соціалістичної Праці.

## Біографія
Дівчинкою прийшла у щойно організований радгосп «Торосово». На фермі, поряд з досвідченими доярками, навчилася всім прийомам і тонкощам професії. Незабаром її призначили бригадиром. Колектив славився високими надоями, деякі корови давали по 7 тисяч кілограмів молока на рік.
Влітку 1941 року, коли лінія фронту наблизилася до садиби радгоспу, брала участь у перегоні стада у Вологодську область. Перебуваючи в евакуації, бригада відправляла молоко у військові частини та в дитячі будинки. Незважаючи на труднощі, вдалося зберегти худобу, яка потім склала племінне ядро в тваринництві радгоспу «Торосово».
Після війни заново будували тваринницькі будівлі, обладнали скотні двори, заготовляли корми. Намагалася поліпшити раціон годівлі і методи догляду за тваринами, раціонально організувати працю доярок, вивчала зоотехніку і ветеринарію. Вона раніше всіх з'являлася на фермі і пізніше всіх поверталася додому. Особливу увагу приділяла правильному вихованню молочної худоби, підготовці цінних вітамінних кормів, поліпшення породності. Своїм досвідом, спостереженнями і висновками поділилася в брошурі «Кажуть майстри сільського господарства». Вже в 1948 році від 16 корів її бригадою отримано від кожної корови в середньому по 5916 кілограмів молока з вмістом 213 грамів молочного жиру.
Останні роки працювала на птахофабриці «Лаголово» в Ломоносівському районі. Похована на Богословському кладовищі міста Санкт-Петербурга.

## Нагороди
Указом Президії Верховної Ради СРСР від 22 жовтня 1949 року за отримання високої продуктивності тваринництва Нуттунен Марії Андріївні присвоєно звання Героя Соціалістичної Праці з врученням ордена Леніна і золотої медалі «Серп і Молот».
Нагороджена орденом Леніна, двома орденами Трудового Червоного Прапора, медалями.